# Provençaux
Les Provençaux sont les habitants de la Provence. C'est un ancien peuple d'un État provençal indépendant qui fait désormais partie du peuple français.
Ils font partie des peuples de la civilisation occitane,,,,.

## Ethnonymie
L'ethnonyme est mentionné sous la forme Provenciaus vers 1180-1190, puis Provençaux en 1634. L'attestation ancienne correspond aux Provinciales (mot latin) qui s'applique en réalité aux Occitans.
Par ailleurs, il ne faut pas confondre le terme Provençaux avec celui de Provinciaux.

## Anthropologie et ethnologie
Louis Dussieux considère les Provençaux comme étant un peuple descendant des Ligures, il indique également qu'ils sont mêlés d'éléments celtiques, latins, germaniques et qu'ils ont été francisés. La population provençale passe sous souveraineté française en 1481, sous des conditions insérées dans le testament de Charles III.
Un auteur de l'époque d'Othon IV, dit que les Provençaux ont beaucoup de sagacité, qu’ils ne sont point esclaves de leur parole, qu'ils sont actifs, braves, même sans armes ; adonnés au vin, habiles à nuire, mélancoliques au milieu des honnêtes gens, mémoratifs des injures, craignant peu les voyages de mer, circonspects dans la guerre, supportant patiemment la faim, le froid et le chaud, faciles à se plier au bien s’ils ont un maître qu’ils respectent et sont ardents à commettre le mal lorsqu'ils ne sont dirigés par personne. D'après Charles-François Bouche, à partir du moment où ils obéirent à un seul maître, ils eurent le caractère que leur commerce avec la France a encore mieux développé dans la suite des temps. Ils furent brusques, mais sans tenue dans leurs emportements ; braves et souvent peu circonspects, fidèles à l'amitié, aux lois et à leur Prince, propres aux sciences et aux arts de génie, aimables et d’un caractère liant (surtout hors de leur Patrie), enjoués et trop fertiles en bons mots, ainsi qu'aimant plus qu’aucun peuple en Europe la danse, les vers et les chansons. Sachant que leurs danses sont vives, elles peignent le plaisir et la vivacité de leur humeur et de leur caractère.
D'autre part les Marseillais du XVIIIe siècle ne ressemblent pas plus aux autres Provençaux qu'aux Phocéens qui sont leurs fondateurs, selon Charles-François Bouche leur sang s’est mêlé avec celui de diverses nations depuis l'époque de Charlemagne. Sous l'Ancien régime, lorsque les commissaires du Conseil et les députés du parlement de Paris étaient assemblés, pour conférer sur les ordonnances civiles et criminelles, le premier président observa qu'en Provence, quand un homme a protesté de désoler un autre, ce sont des haines qui passent des pères aux enfants et qui ne s'apaisent jamais. Mais les Provençaux, dit M. Bouche, sont trop vifs pour être constants dans leur colère, ils ont le caractère trop ouvert pour être haineux et vindicatifs. Haïr et chercher à se venger, dans le sens que l’entendait le président, c’est avoir un phlegme atroce et méthodique, dont la vivacité provençale est incapable.
Sous les rapports physiques, dit M. Fauchet, ancien préfet du Var, les Provençaux forment la nuance et le passage entre les peuples du nord et ceux du midi de l'Europe. Ils ont en général les cheveux châtains, quelquefois noirs, rarement blonds ; la peau brune, le regard vif et pénétrant, la physionomie spirituelle, mais passionnée ; leur taille est communément moyenne. Incapables d'un long travail, ils n'ont que le premier feu ; ils supportent avec peine le chaud et la soif, plus facilement le froid et la faim, ce qui est un effet du climat. Leur caractère est la légèreté, l'inconstance et la timidité dans les entreprises. Ardents, inflammables et exagérés, ils sont francs et braves ; on les irrite par la violence ; le peuple est plus superstitieux que fanatique. Dans les classes élevées, on trouve la corruption des mœurs des grandes villes sans en rencontrer l'urbanité, on y remarque en général plus d'esprit que de lumières et plus d'imagination que de jugement.
Malgré la violence de ses passions, le paysan provençal du XIXe siècle est, d'après Abel Hugo, moins féroce et moins sanguinaire que quelques écrivains (Millin entre autres) se sont plu à le supposer. Selon Taxile Delord, on reconnait d'abord un Provençal à son accent ; cet auteur dit aussi que l'individu provençal est français, italien et espagnol, car il participe de ces trois peuples dont il a subi le contact et la domination. Dans le mouvement des esprits du XIXe siècle, le Provençal est néanmoins appelé à exercer une grande influence d'après M. Delord, car il ajouterait au faisceau de l'unité nationale cette sûreté de coup d'œil, cette activité d'intelligence et cette promptitude de décision dans les grandes circonstances qui sont naturelles aux enfants du Midi.

## Langue
Dans la seconde moitié du XVIIIe siècle, la langue des Provençaux voisins du Rhône est un peu traînant — Pétrarque l'appelait de son temps « la voix du plaisir » — il est mêlé avec beaucoup de mots dauphinois et languedociens. Les Provençaux, voisins des côtes maritimes, s'expriment par des sons durs et des mots fort doux. Ceux qui habitent l'intérieur des terres ont reçu beaucoup de gallicismes.
Dans la première moitié du XIXe siècle, la prononciation des Provençaux des Basses-Alpes, chez les montagnards, est généralement plus rude que celle des Provençaux du littoral. À la même époque, les habitants de Draguignan et des communes situées au
nord de cette ville, ont une prononciation gutturale ; à Grasse et dans ses environs, le langage est un récitatif cadencé, presque susceptible d'être noté avec les caractères de la musique. Par ailleurs, l'idiome provençal est encore le langage des habitants des campagnes, mais il cesse peu à peu d'être employé dans les villes, où l'usage de la langue française fait tous les jours de nouveaux progrès.

## Costumes
Les cheveux, la barbe, les chapeaux, les habits courts et longs, ainsi que les habillements des femmes, ont éprouvé en Provence comme ailleurs des variations. Par exemple, les Ostrogoths et tous les peuples du Nord qui avaient paru en Provence, avaient apporté l'usage des pelleteries, les Provençaux en avaient fait une de leurs principales parures, mais ce goût a fini par passer. D'autre part, le modèle le plus authentique de la chaussure des anciens Provençaux, se trouve encore chez le bas-peuple de la Haute-Provence en 1785, c’est une espèce de sandale assujettie par des courroies.

## Migrations et diaspora
Au XIIIe siècle, le comte de Provence Charles Ier d'Anjou, devenu en 1266 roi de Naples et de Sicile, installa en Italie méridionale des colonies de Provençaux. Ces colons sont peut-être à l'origine de l'îlot linguistique francoprovençal de Faeto et de Celle di San Vito dans les Pouilles.
En 1932, il y a 21 500 Provençaux à Paris. Ils ont aussi migré en Indochine.